# UEFA Youth League 2017/18
De UEFA Youth League 2017/18 is het vijfde seizoen van de UEFA Youth League, het Europese voetbaltoernooi voor jeugdelftallen. De finale werd gespeeld in het Colovray Stadium te Nyon. Aan het toernooi namen 32 jeugdelftallen deel van de clubs die zich geplaatst hebben voor de groepsfase van de UEFA Champions League 2017/18 en verder namen nog 32 jeugdelftallen deel via de nationale competities.
Red Bull Salzburg is de titelhouder. Hiermee kregen ze automatisch een plaats in de kwalificatierondes.
Nederland had met AFC Ajax en Feyenoord twee deelnemers. Feyenoord speelde in de Champions League route de wedstrijden tegen dezelfde tegenstanders als het eerste elftal in de groepsfase Champions League en Ajax speelde in de 'Nationale competitie route'.
Ajax en Feyenoord overwinterden allebei. In de play off ronde verloor Ajax van Paris Saint Germain na strafschoppen. Feyenoord won in de play off ronde van FC Nitra (2-3) en verloor in de achtste finale van Chelsea FC (5-2).
FC Barcelona won uiteindelijk het toernooi door Chelsea in de finale te verslaan met 3-0.

## Teams
| Ranking | Land                  | Teams                                                                           | Teams                      |
| Ranking | Land                  | UEFA Champions League route                                                     | Nationale competities      |
| ------- | --------------------- | ------------------------------------------------------------------------------- | -------------------------- |
| 1       | Spanje                | - FC Barcelona - Real Madrid - Atlético Madrid - Sevilla FC                     |                            |
| 2       | Engeland              | - Chelsea - Tottenham Hotspur - Manchester City - Manchester United - Liverpool |                            |
| 3       | Duitsland             | - Bayern München - RB Leipzig - Borussia Dortmund                               |                            |
| 4       | Italië                | - Juventus - AS Roma - Napoli                                                   | - Inter Milaan             |
| 5       | Portugal              | - Benfica - Sporting CP - Porto                                                 |                            |
| 6       | Frankrijk             | - Paris Saint-Germain - Monaco                                                  | - Bordeaux                 |
| 7       | Rusland               | - CSKA Moskou - Spartak Moskou                                                  | - Krasnodar                |
| 8       | Oekraïne              | - Dynamo Kyiv                                                                   |                            |
| 9       | Nederland             | - Feyenoord                                                                     | - Ajax                     |
| 10      | België                | - RSC Anderlecht                                                                |                            |
| 11      | Zwitserland           | - FC Basel                                                                      |                            |
| 12      | Turkije               | - Beşiktaş                                                                      | - Bursaspor                |
| 13      | Griekenland           | - Olympiakos Piraeus                                                            |                            |
| 14      | Tsjechië              |                                                                                 | - Sparta Praag             |
| 15      | Roemenië              |                                                                                 | - Dinamo Boekarest         |
| 16      | Oostenrijk            |                                                                                 | - Red Bull Salzburg        |
| 17      | Kroatië               |                                                                                 | - Lokomotivo Zagreb        |
| 18      | Cyprus                | - APOEL Nicosia                                                                 |                            |
| 19      | Polen                 |                                                                                 | - Legia Warschau           |
| 20      | Israël                |                                                                                 | - Maccabi Haifa            |
| 21      | Wit-Rusland           |                                                                                 | - FC Shakhtyor Soligorsk   |
| 22      | Denemarken            |                                                                                 | - Esbjerg                  |
| 23      | Schotland             | - Celtic                                                                        |                            |
| 24      | Zweden                |                                                                                 | - Hammarby Idrottsförening |
| 25      | Bulgarije             |                                                                                 | - Ludogorets Razgrad       |
| 26      | Noorwegen             |                                                                                 | - Molde                    |
| 27      | Servië                |                                                                                 | - Brodarac                 |
| 28      | Slovenië              | - Maribor                                                                       |                            |
| 29      | Azerbeidzjan          | - Qarabag                                                                       |                            |
| 30      | Slowakije             |                                                                                 | - FC Nitra                 |
| 31      | Hongarije             |                                                                                 | - Honvéd                   |
| 32      | Kazachstan            |                                                                                 | - Kairat                   |
| 33      | Moldavië              |                                                                                 | - FC Zimbru Chisinau       |
| 34      | Georgië               |                                                                                 | - Dinamo Tbilisi           |
| 35      | Finland               |                                                                                 | - KaPa                     |
| 36      | IJsland               |                                                                                 | - Breiðablik               |
| 37      | Bosnië en Herzegovina |                                                                                 | - FK Željezničar Sarajevo  |
| 38      | Macedonië             |                                                                                 | - Shkëndija                |
| 39      | Ierland               |                                                                                 | - UCD                      |
| 40      | Montenegro            |                                                                                 | - FK Sutjeska Nikšić       |

## Regels
Spelers moeten geboren zijn op of na 1 januari 1999, er mogen echter maximaal 3 spelers per team zijn die tussen 1 januari 1998 en 31 december 1998 zijn geboren.

## Speelschema
| Fase                                   | Ronde          | Lotingsdatum              | Eerste wedstrijd                        | Tweede wedstrijd                        |
| -------------------------------------- | -------------- | ------------------------- | --------------------------------------- | --------------------------------------- |
| UEFA Champions League route Groupsfase | Wedstrijd 1    | 24 augustus 2017 (Monaco) | 12–13 september 2017                    | 12–13 september 2017                    |
| UEFA Champions League route Groupsfase | Wedstrijd 2    | 24 augustus 2017 (Monaco) | 26–27 september 2017                    | 26–27 september 2017                    |
| UEFA Champions League route Groupsfase | Wedstrijd 3    | 24 augustus 2017 (Monaco) | 17–18 oktober 2017                      | 17–18 oktober 2017                      |
| UEFA Champions League route Groupsfase | Wedstrijd 4    | 24 augustus 2017 (Monaco) | 31 oktober-1 november 2017              | 31 oktober-1 november 2017              |
| UEFA Champions League route Groupsfase | Wedstrijd 5    | 24 augustus 2017 (Monaco) | 21–22 november 2017                     | 21–22 november 2017                     |
| UEFA Champions League route Groupsfase | Wedstrijd 6    | 24 augustus 2017 (Monaco) | 5–6 december 2017                       | 5–6 december 2017                       |
| Domestic Champions route               | Eerste ronde   | 29 augustus 2017          | 27 september 2017                       | 18 oktober 2017                         |
| Domestic Champions route               | Tweede ronde   | 29 augustus 2017          | 1 november 2017                         | 22 november 2017                        |
| Knock-outronde                         | Play-offs      | 11 december 2017          | 6–7 februari 2018                       | 6–7 februari 2018                       |
| Knock-outronde                         | Achtste finale | 9 februari 2018           | 20–21 februari 2018                     | 20–21 februari 2018                     |
| Knock-outronde                         | Kwartfinale    | 9 februari 2018           | 13–14 maart 2018                        | 13–14 maart 2018                        |
| Knock-outronde                         | Halve finale   | 9 februari 2018           | 20 april 2018 in Colovray Stadium, Nyon | 20 april 2018 in Colovray Stadium, Nyon |
| Knock-outronde                         | Finale         | 9 februari 2018           | 23 april 2018 in Colovray Stadium, Nyon | 23 april 2018 in Colovray Stadium, Nyon |

## UEFA Champions League-route
In deze route kwamen de onder-19 jeugdelftallen uit van alle clubs die deelnamen aan de groepsfase van de UEFA Champions League. Het wedstrijdschema was gelijk met dat van de Champions League en de groepswedstrijden van de UEFA Youth League vonden daardoor op dezelfde dag plaats als de groepswedstrijden van de UEFA Champions League. Hieronder is de eindstand van de groep met Feyenoord weergegeven, de enige Nederlandse deelnemer aan de UEFA Champions League-route.

### Groepsfase
| Legenda kleuren in de tabellen          |
| --------------------------------------- |
| Groepswinnaars door naar achtste finale |
| Nummers twee door naar play-offs        |
| Uitgeschakeld                           |

#### Poule F
| Club             | Wed | Win | Gel | Ver | DV | DT | +/- | Pnt |
| ---------------- | --- | --- | --- | --- | -- | -- | --- | --- |
| Manchester City  | 6   | 4   | 1   | 1   | 14 | 7  | +7  | 13  |
| Feyenoord        | 6   | 2   | 3   | 1   | 11 | 8  | +3  | 9   |
| Shakhtar Donetsk | 6   | 2   | 1   | 3   | 7  | 12 | -5  | 7   |
| SSC Napoli       | 6   | 1   | 1   | 4   | 12 | 17 | -5  | 4   |

## Nationale competitie route
In deze route kwamen de nationale kampioenen uit van de Europese onder-19 jeugdcompetities, waarvan het eerste elftal niet uit kwam in de groepsfase van de UEFA Champions League. Er werden twee rondes gespeeld in knock-out systeem. De winnaars van de tweede ronde plaatsten zich voor de play off ronde in februari 2018, waarin zij het in een thuiswedstrijd mochten opnemen tegen een nummer 2 uit een van de groepen van de UEFA Champions League route. Hier zijn de wedstrijden van Ajax weergegeven, de enige Nederlandse deelnemer aan de Nationale competitie route.
1e ronde
| Wedstrijd              | Uitslagen |
| ---------------------- | --------- |
| Hammarby IF - AFC Ajax | 0-4, 0-2  |

2e ronde
| Wedstrijd                 | Uitslagen |
| ------------------------- | --------- |
| Legia Warschau - AFC Ajax | 1-4, 0-2  |

## Play off ronde
De play off ronde was de eerste knock-out ronde na de winterstop. In deze ronde kwamen de nummers 2 van de groepen van de UEFA Champions League-route en de winnaars van de 2e ronde van de Nationale competitie-route tegen elkaar uit. De play off ronde bestond uit een wedstrijd en de teams uit de Nationale competitie-route speelden thuis. Hier zijn de resultaten van de Nederlandse deelnemers weergegeven.
| Wedstrijd                      | Uitslag      |
| ------------------------------ | ------------ |
| FC Nitra - Feyenoord           | 2-3          |
| AFC Ajax - Paris Saint-Germain | 0-0 (2-4 ns) |

## Achtste finales
In de achtste finales speelden de laatste 16 clubs tegen elkaar, Feyenoord was overgebleven als enige Nederlandse deelnemer in deze ronde. 
| Wedstrijd              | Uitslag |
| ---------------------- | ------- |
| Chelsea FC - Feyenoord | 5-2     |

## Finale
FC Barcelona won de UEFA Youth League voor de 2e keer.
| Wedstrijd                 | Uitslag |
| ------------------------- | ------- |
| Chelsea FC - FC Barcelona | 0-3     |

2013/14 · 2014/15 · 2015/16 · 2016/17 · 2017/18 · 2018/19 · 2019/20 · 2020/21 · 2021/22 · 2022/23 · 2023/24 · 2024/25